# Barend Rijdes
Barend Rijdes (Neerbosch, 5 april 1910 – Haarlem, 10 juli 1975) was een Nederlands classicus en schrijver van gedichten, novellen en romans. Daarnaast hield hij dagboeken bij. Zijn eerste (illegale) uitgaven waren bij A.A.M. Stols in de jaren 1943-1944. Ook was hij tekenaar en schilder.

## Levensloop
Rijdes deed de Christelijke HBS te Almelo en deed daarna staatsexamen Gymnasium alfa om klassieke talen te kunnen studeren. In 1940 studeerde hij af in Leiden. Van 1940 tot en met 1969 was hij als leraar klassieke talen verbonden aan scholen in Haarlem en Overveen. Rijdes was betrokken bij de oprichting van de Haarlemse Sociëteit Teisterbant.